# Stralauer Platz
Der Stralauer Platz ist ein historisch gewachsener Stadtplatz im Berliner Bezirk Friedrichshain-Kreuzberg zwischen Ostbahnhof und dem Nordufer der Spree. Der im 18. Jahrhundert angelegte Platz erhielt 1823 seinen Namen nach der Richtung zur Halbinsel Stralau.

## Geschichte und Lagebeschreibung

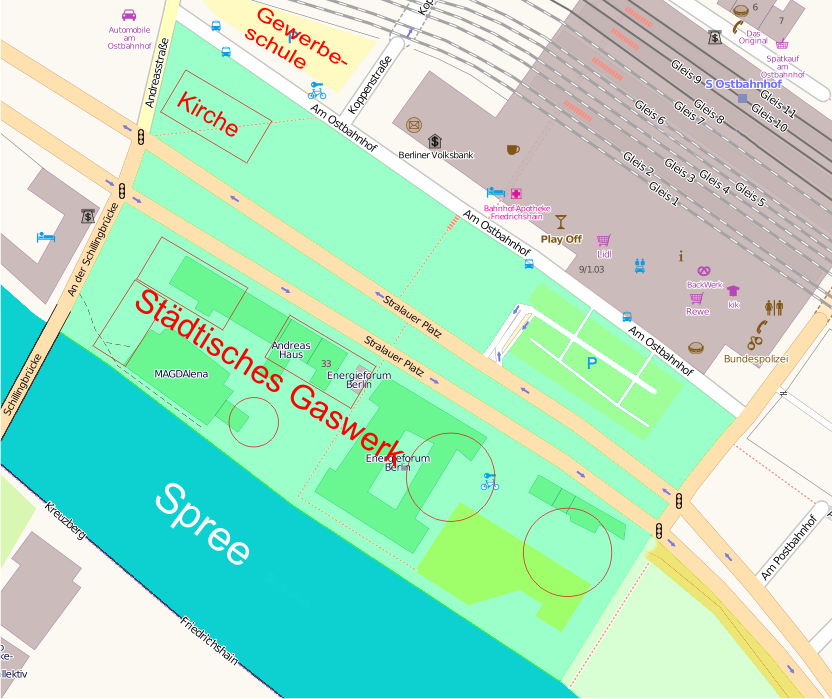
Stralauer Platz:
Grüne Fläche: Ist-Zustand (Stand: Ende 2011); rot: ursprüngliche Bauten Ende des 19. Jahrhunderts (nicht maßstäblich; nicht mehr erhalten)

Bereits 1786 ist auf alten Stadtplänen neben dem Königlichen Holzmarkt ein namenloser Platz eingetragen. Er lag günstig am Ufer der Spree, auf der die Holztransporte abgewickelt werden konnten. Daraus entstand später ein rechteckiger Stadtplatz, der am 24. Februar 1823 den Namen Stralauer Platz erhielt. Seit 1838 ist der Platz auf Stadtplänen namentlich ausgewiesen.
Bei seiner Benennung war er wesentlich größer, in den 1840er Jahren fiel durch den Bau der Berlin–Frankfurter Bahn zunächst ein Teil seiner nördlichen Fläche weg: die Bahntrasse und der dazugehörige Frankfurter Bahnhof (ab 1881: Schlesischer Bahnhof) nahmen rund 27.000 Quadratmeter in Anspruch. Auf der Nordwestseite des Platzes errichtete die Friedrichshainer evangelische St. Andreas-Kirchengemeinde ein Gotteshaus, für das ein weiteres Areal belegt wurde.
Gegen Ende des Zweiten Weltkriegs verursachte die Schlacht um Berlin schwere Schäden am Straßennetz und den anliegenden Gebäuden. Die Ruinen von zwei den Platz prägenden Bauwerken – der St.-Andreas-Kirche und einer Gewerbeschule – wurden Ende der 1940er Jahre abgeräumt und deren Flächen eingeebnet.
Ab den frühen 1950er Jahren wurde an der Nordseite eine Parkfläche abgeteilt. Weitere Verkleinerungen erfuhr der Stralauer Platz im Jahr 1987 durch den Bau einer großen Bahnhofsvorhalle mit Ladenzeile sowie der Anlage einer unterirdischen Garage, wofür eine Zufahrtsstraße angelegt wurde und Belüftungsflächen frei bleiben mussten.
In den 1960er Jahren führte der autogerechte Ausbau der Straße vom Berliner Stadtzentrum in Richtung Treptow zu einer Teilung des Stralauer Platzes, der seitdem von einer vierstreifigen Straße durchschnitten wird und daher kaum noch als früher eigenständiges Areal zu erkennen ist.
Nach der Wende wurden der Bahnhofsvorhalle westlich ein Dienstleistungsgebäude und ein Hotel angefügt, wofür noch einmal etwa 16.000 Quadratmeter bebaut wurden. So besteht der Stralauer Platz seit den 1990er Jahren aus zwei getrennten etwa 350 Meter langen Straßenabschnitten mit einem begrünten, 20 Meter breiten Mittelstreifen sowie den Flächen bis zur Straße Am Ostbahnhof und der südlichen Fläche bis zum Spreeufer, auf dem ein Teil der historischen Bebauung erhalten ist.

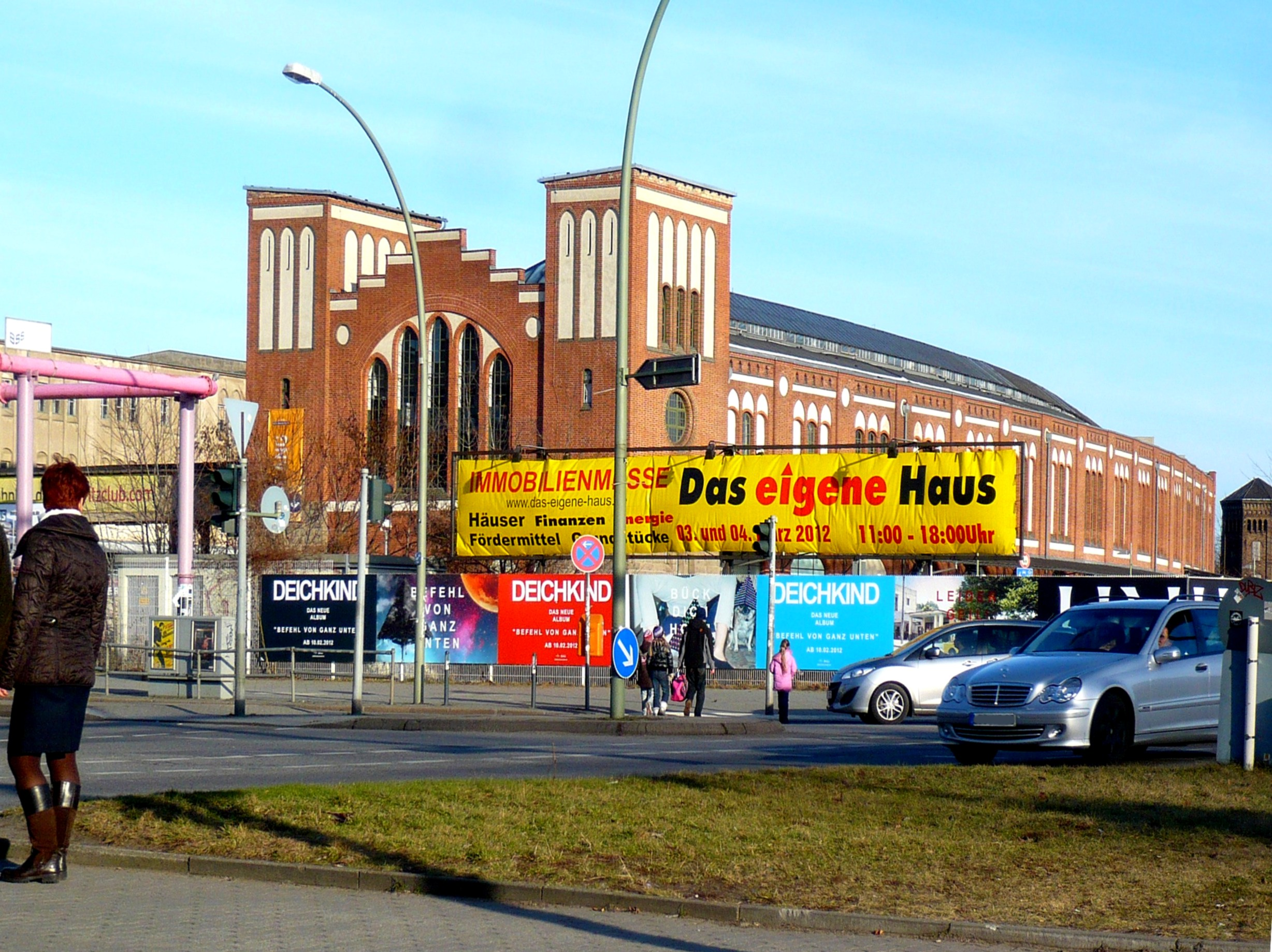
Blick auf den ehemaligen Postbahnhof

Die nordöstliche Schmalseite des Stralauer Platzes wird durch das Gelände des ehemaligen Postbahnhofs begrenzt. Die bis zum Mauerbau noch bis an die Spree heranreichende Fruchtstraße wurde bis auf die West-Ost-Hauptverkehrsstraße zurückgezogen. Direkt am Ufer verlief die Grenze zwischen Ost- und West-Berlin, und die Uferbefestigung war Bestandteil der Grenzanlagen. Der Postbahnhof wurde in den späten 1990er Jahren stillgelegt und das Gelände zu Bauland umgewidmet. Hier entstand ein neues Straßensystem in der Folge des Baus der O2 World.
Die Hausnummern des Stralauer Platzes reichen von 1 bis 35, wovon die Nummern 1–24 den Nordabschnitt umfassen (von Ost nach West), die Nummern 25–35 stellen den Südabschnitt dar (von West (Schillingbrücke) nach Ost).

## Geschichte der Bebauung

### Überblick
Im Jahr 1842 wurde der damalige Frankfurter Bahnhof (ab 1881: Schlesischer Bahnhof) für die Eisenbahnverbindung Berlin–Frankfurt (Oder) gebaut, wofür die Nordseite des Stralauer Platzes abgetrennt und eine südliche Zufahrtstraße (Am Schlesischen Bahnhof) angelegt wurde. In den 1960er Jahren wurde die Südseite des Stralauer Platzes zwischen Andreasstraße (westliche Platzbegrenzung) und Fruchtstraße, der heutigen Straße der Pariser Kommune, (östliche Platzbegrenzung) als Verbindung der Holzmarktstraße mit der Mühlenstraße ausgebaut.

### St. Andreaskirche und Schulgebäude

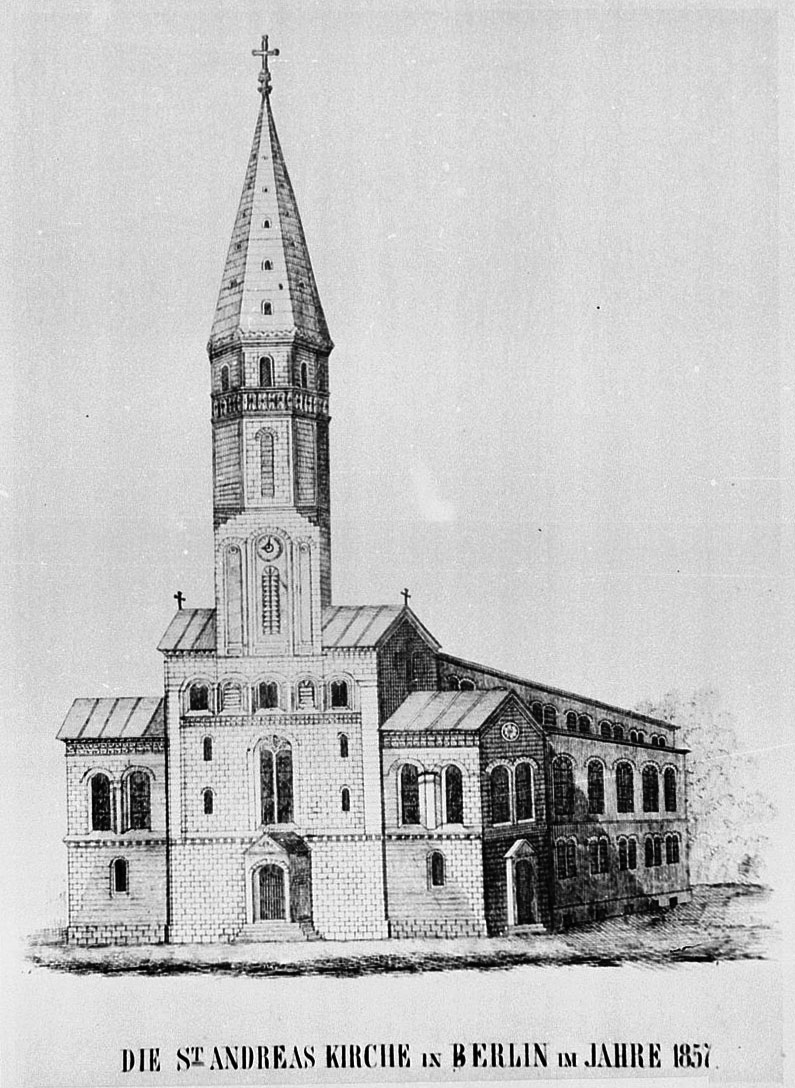
St.-Andreas-Kirche, 1857

Zwischen 1852 und 1856 wurde auf der nordwestlichen Schmalseite des Stralauer Platzes die St.-Andreas-Kirche nach Entwürfen von Johann Heinrich Strack errichtet, die im Folgenden baulich verändert wurde.
Um 1900 entstand der Kirche gegenüber an der Andreasstraße das Gebäude für eine Handwerkerschule nach Plänen von Ludwig Hoffmann. Beide Gebäude erlitten im Zweiten Weltkrieg so starke Schäden, dass sie abgetragen werden mussten.

### Andreas-Haus
Das ehemalige Gemeindehaus der 1944 zerstörten St.-Andreas-Kirche (Stralauer Platz 32) wird von der evangelischen St. Markus-Kirchengemeinde genutzt, die aus der Fusion der St. Andreas- und der Lazarus-Gemeinde hervorgegangen ist. Es ist ein verputztes Gebäude, das zur Spreeseite hin einen Flügel besitzt.

### Städtisches Gaswerk und späteres Zentralmagazin

#### Einzelgebäude: Zentralmagazin

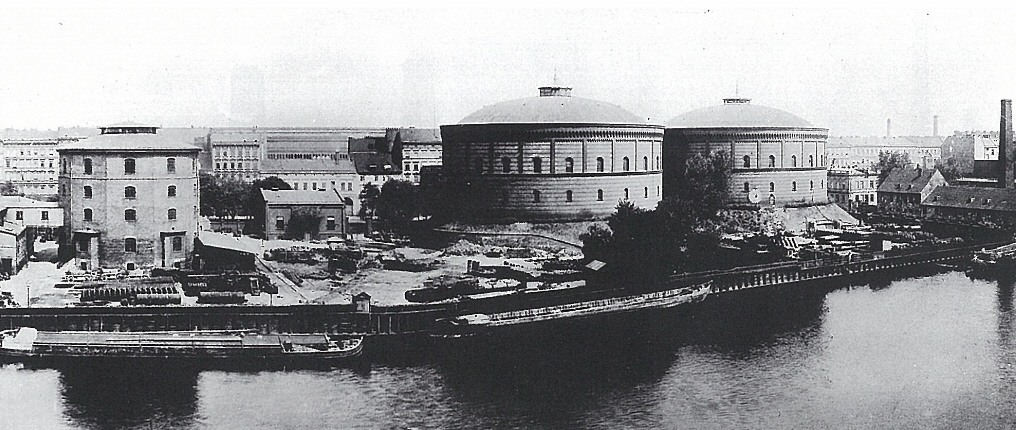
Städtische Gasanstalt Stralauer Platz, um 1900

Die Südseite des Platzes (Stralauer Platz 33/34) wird von dem ehemaligen Zentralmagazin der Städtischen Gaswerke dominiert. Das Gebäude steht unter Denkmalschutz. Die Stadtverwaltung ließ es zwischen 1906 und 1908 anstelle der ersten Berliner Städtischen Gasanstalt errichten, die 1845–1847 nach Aufhebung des Gasversorgungsmonopols der englischen Gesellschaft Imperial Continental Gas Association nach Plänen des Gaspioniers Rudolf Sigismund Blochmann entstanden war. Es umfasste etwa 14 Einzelgebäude inklusive zweier Hochbehälter. Das neue Städtische Gaswerk am Stralauer Platz (Werk I) lieferte Stadtgas für die öffentliche Beleuchtung und später auch für die Wohnungen im Bereich nördlich der Spree, maximal 33.000 m³ täglich. Die schnelle technische Entwicklung führte jedoch dazu, dass die eingesetzte Technik der Kohlevergasung rasch veraltete, die Tagesproduktion dadurch nur noch 20.000 m³ erreichte. Die übrigen Gaswerke in der Gitschiner Straße, in der Danziger Straße, der Müllerstraße und der Cunostraße in Schmargendorf übernahmen die Gasversorgung des Einzugsbereiches mit. Das Werk am Stralauer Platz wurde nach dem Einsturz der Dachkonstruktion des Retortenhauses am 29. März 1899 stillgelegt und ab 1901 abgerissen. So entstand eine Fläche für einen ‚Städtischen Fuhrpark und Zentralwerkstatt‘ zur Lagerung von Bau- und Reparaturmaterialien für Gasanlagen, später kurz als Zentralmagazin bezeichnet.

#### Einzelgebäude: Verwaltungsbau

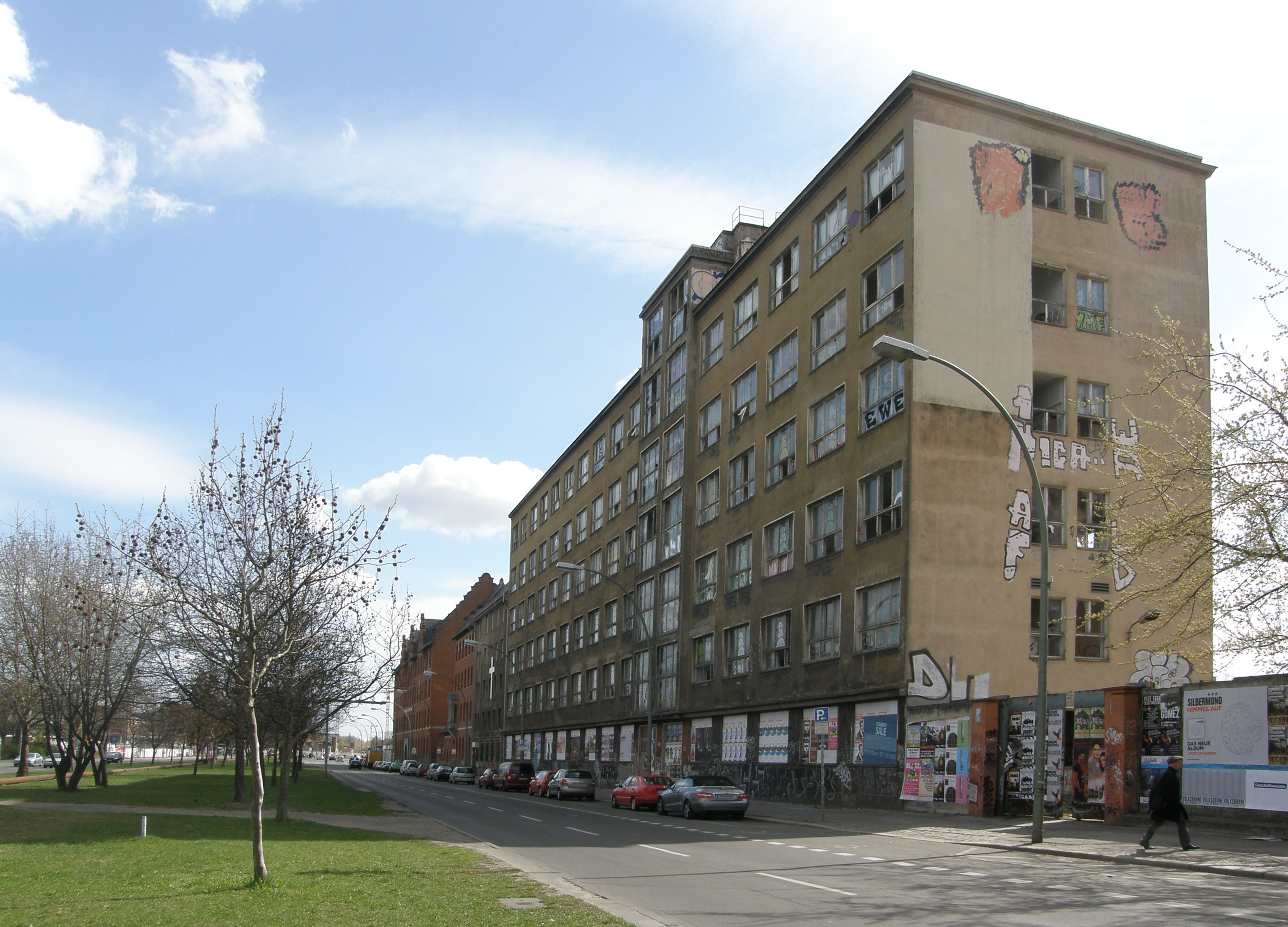
Südseite des Stralauer Platzes: erst Verwaltungsgebäude, dann Berufsschule; 2017 abgerissen

Der sechsgeschossige Bau Stralauer Platz 29–31 wurde im Jahr 1936 westlich an das Kontorhaus/die Kapelle als Verwaltungsgebäude der Gasag angebaut. Die Fassade war jedoch mit grauem Putz versehen. In der DDR-Zeit diente es als Betriebsberufsschule des VEB Energiekombinat Berlin. Das Haus musste im Jahr 2017 abgerissen werden: es stand jahrelang leer und war nun einsturzgefährdet.

#### Architektur des Zentralmagazins

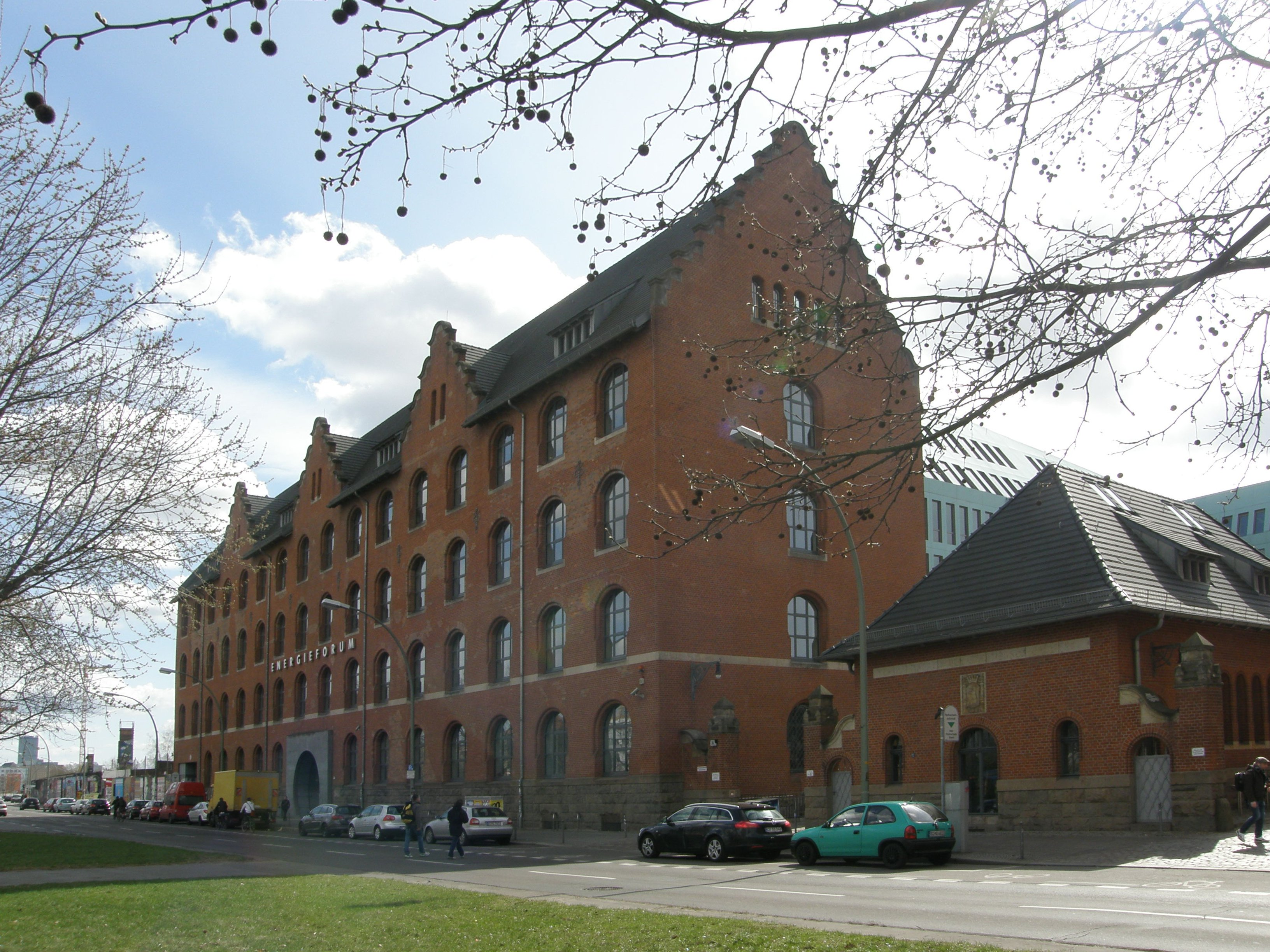
Ehemaliges Zentralmagazin,
im Vordergrund das Torhaus

Der Lagerkomplex, vom Architektenbüro Konrad Reimer und Friedrich Körte geplant und 1906 bis 1908 gebaut, besteht aus einem viergeschossigen Klinkerverblendbau mit einem Stahltragwerk, wodurch großflächige hallenartige Lagergeschosse mit Stützabständen von rund 4,5 Meter eingerichtet werden konnten. Die Fassade am Stralauer Platz (ursprünglich: Nummer 29–34) ist im neobarocken Stil gestaltet, sein Erdgeschossbereich ist durch Gesims abgesetzt. Der langgestreckte sechsachsige Bau besitzt gereihte Stichbogenfenster und ist mit einem Satteldach abgeschlossen. Die Schmalseiten werden von Schweifgiebeln geschmückt. Zur Anlage gehört ein weiteres Gebäude mit sechs Achsen und einer eher im Neorenaissance-Stil ausgeführten Fassade. Es diente als Kontorhaus. Auffällig ist hier besonders ein prunkvoll gestalteter Erker aus Sandstein und etwas zurückhaltende Fenstergestaltungen, die ihm das Gepräge eines Wohnhauses verleihen. Beide Bauten sind durch ein eingeschossiges Torhaus mit seitlichen Einfahrten verbunden.

#### Nutzung
Die Freiflächen auf der Südseite des Platzes dienten nach der Trümmerbeseitigung, die hier zum Abtransport auf dem Wasserweg zwischengelagert worden waren, als ‚Städtischer Lagerplatz‘. In der DDR-Zeit war der Gebäudekomplex des Zentralmagazins Betriebsteil des VEB Berliner Vergaser- und Filterwerke.

#### Gebäudekomplex nach 1990
Nach der deutschen Wiedervereinigung fiel die gesamte Immobilie in den Besitz des Berliner Senats. Der historische Bereich Zentralmagazin und Kontorhaus wurde 2001/2002 umfassend saniert und restauriert und ist nunmehr Sitz des Zentrums Zukunftsenergien / International Solar Center und der Berliner Energieagentur; zusammengefasst als Energieforum Berlin. Das Kontorhaus dient weiteren Firmen wie einem Pin-Partnershop, einem Rechtsanwaltsbüro und Clubs. Das ehemalige Produktionsgebäude steht leer (Stand: März 2012).